# 모토미야촌
모토미야촌(本宮村)은 이와테현 이와테군에 설치되었던 촌이다.

## 연혁
- 1889년 4월 1일 - 정촌제 시행에 의해 미나미이와테 군 혼노미야 촌, 무카나카노 촌, 시모카즈마 촌, 센보쿠 정촌(일부)이 합병해 모토미야 촌이 발족.
- 1896년 3월 29일  군의 통합으로 이와테군에 소속.
- 941년 4월 10일 - 모리오카 시에 편입되어 소멸.